# Casa Memorială „Tudor Vladimirescu”

Casa Memorială „Tudor Vladimirescu” este un muzeu județean din Vladimir. Monument de arhitectură populară construit în secolul al XVIII-lea, restaurat în întregime în 1932, apoi în 1971 și în 1991. A fost reconstituita de arhitectul Iulius Doppelreiter după o fotografie publicată la începutul secolului XX. Este casa în care s-a născut Tudor Vladimirescu, conducătorul Revoluției din 1821 și unde sunt expuse copii de documente privind viața și activitatea lui Tudor Vladimirescu, piese de interior de epocă (obiecte de uz casnic), fotografii și cărți.
Monument de arhitectură populară (cod LMI GJ-IV-m-B-09505) construit în secolul al XIX-lea, restaurat în întregime în 1932, apoi în 1971 și în 1991. Este casa în care s-a născut Tudor Vladimirescu.

## Imagini

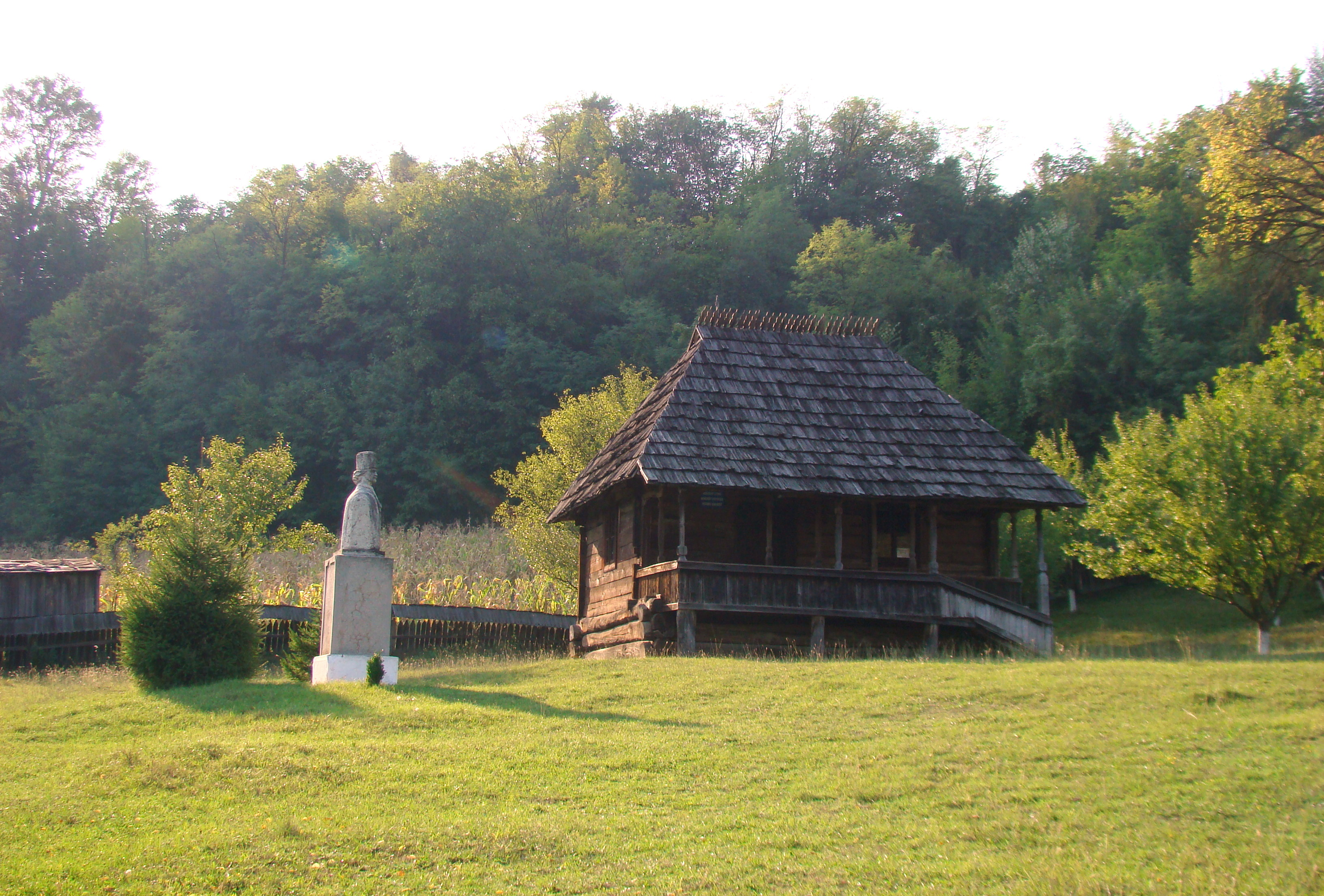
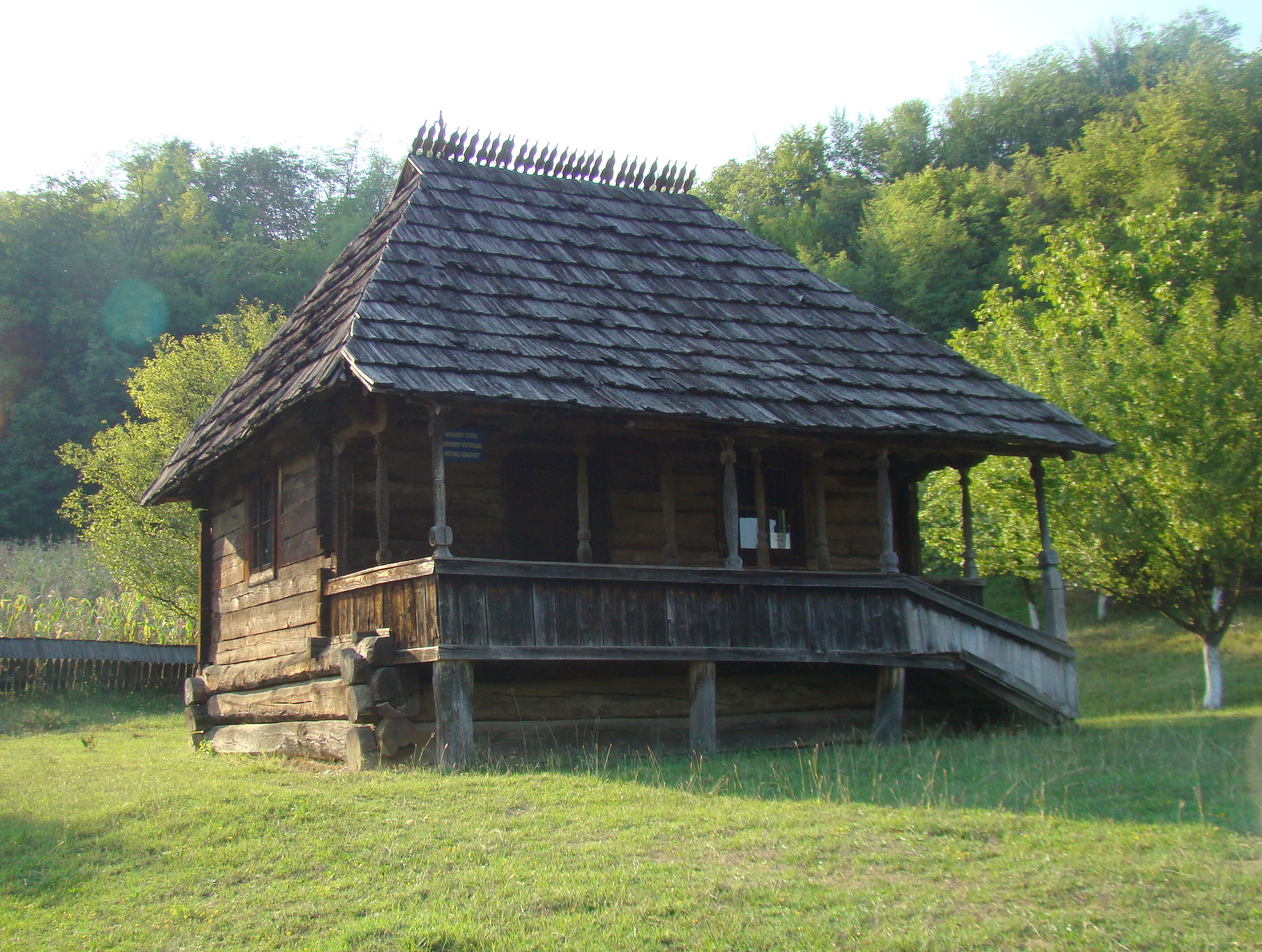
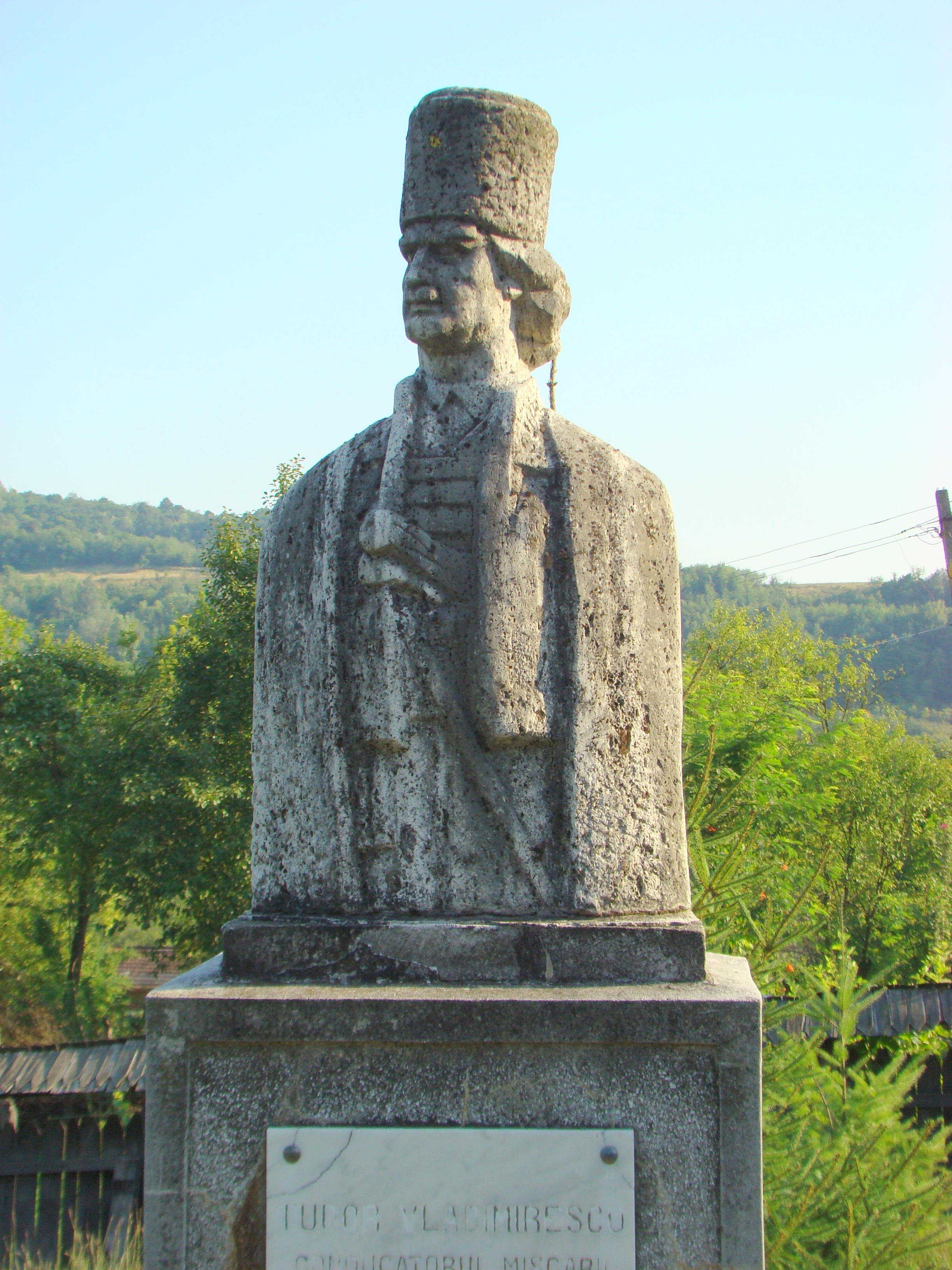
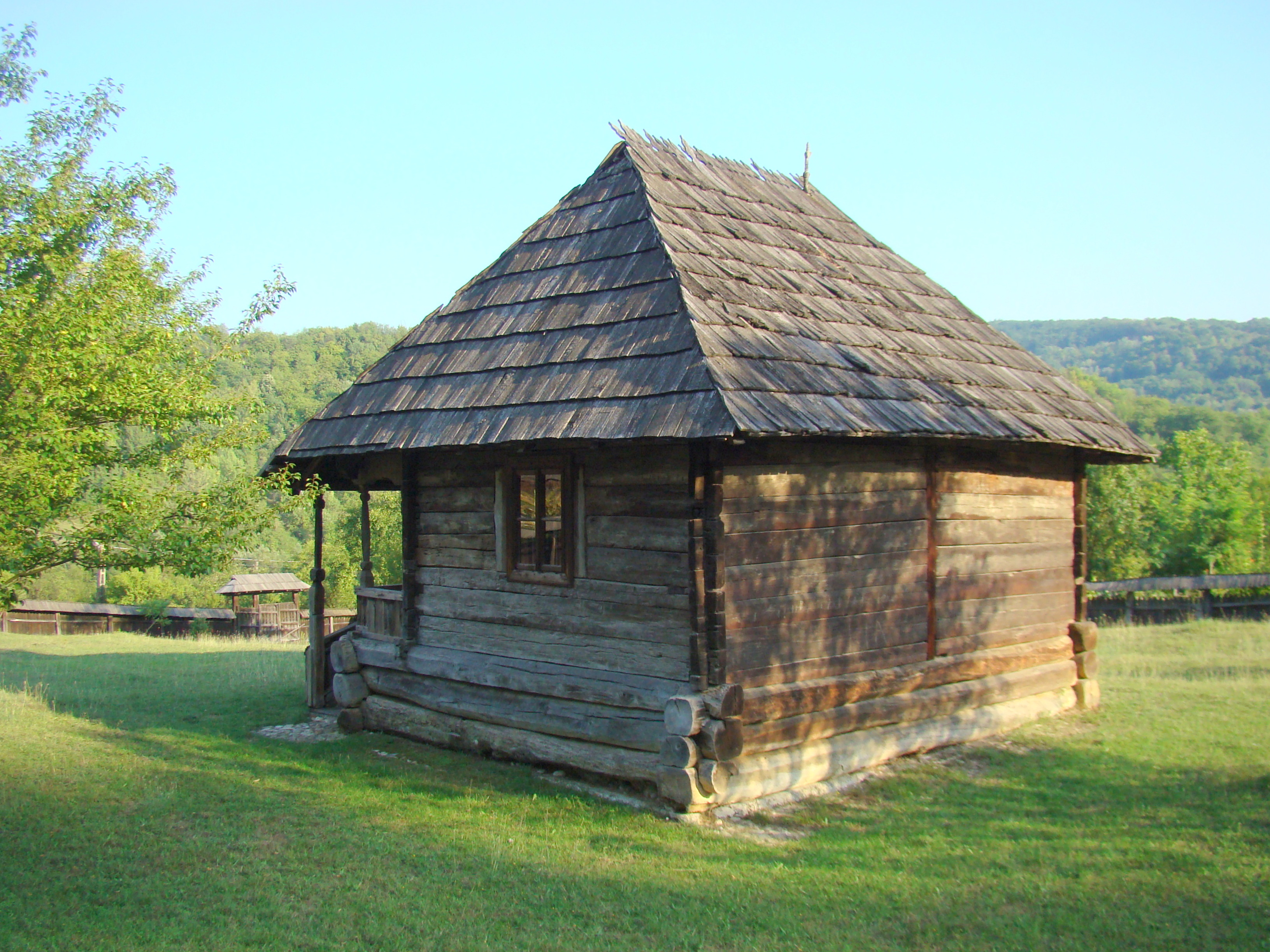
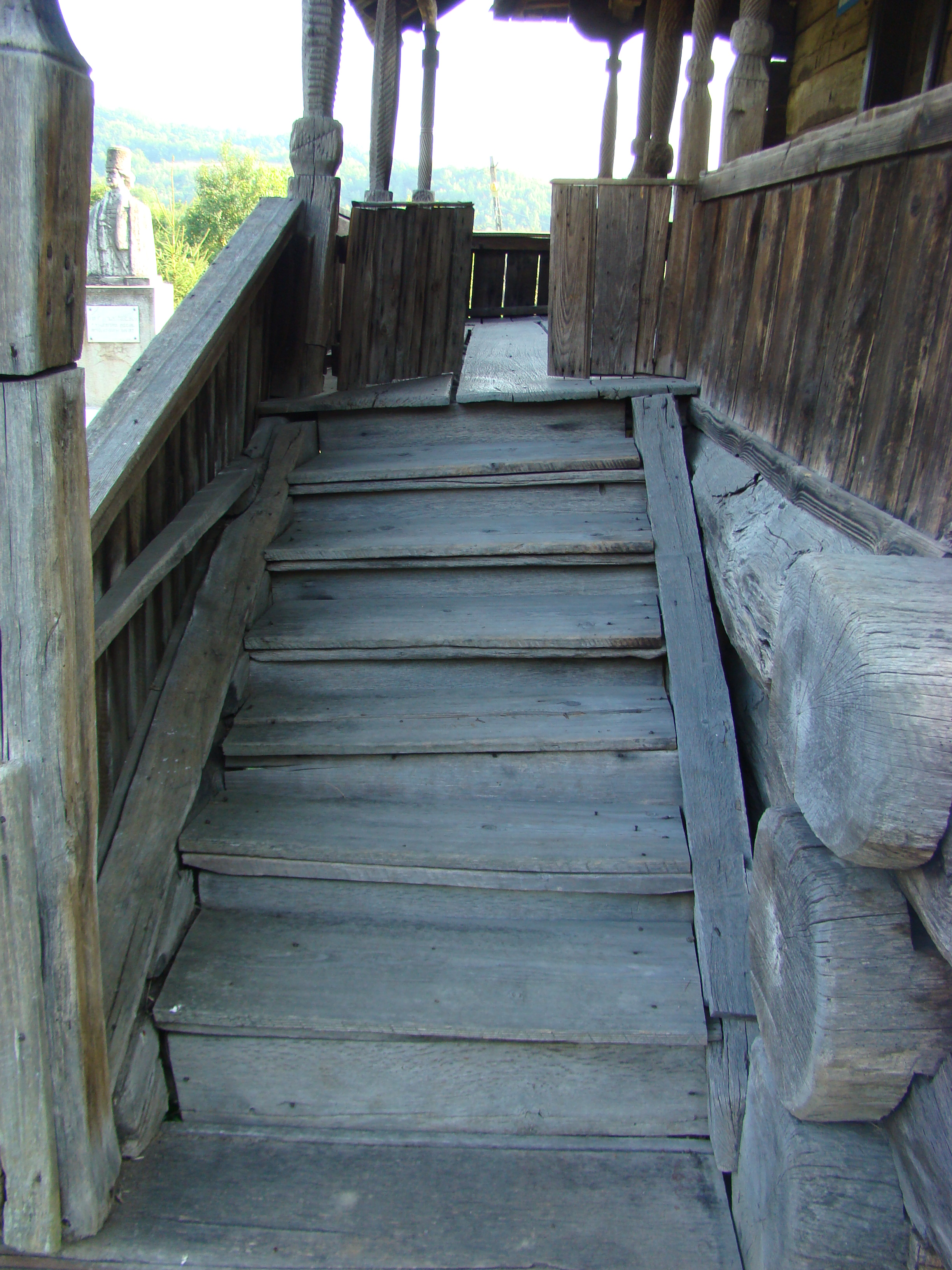
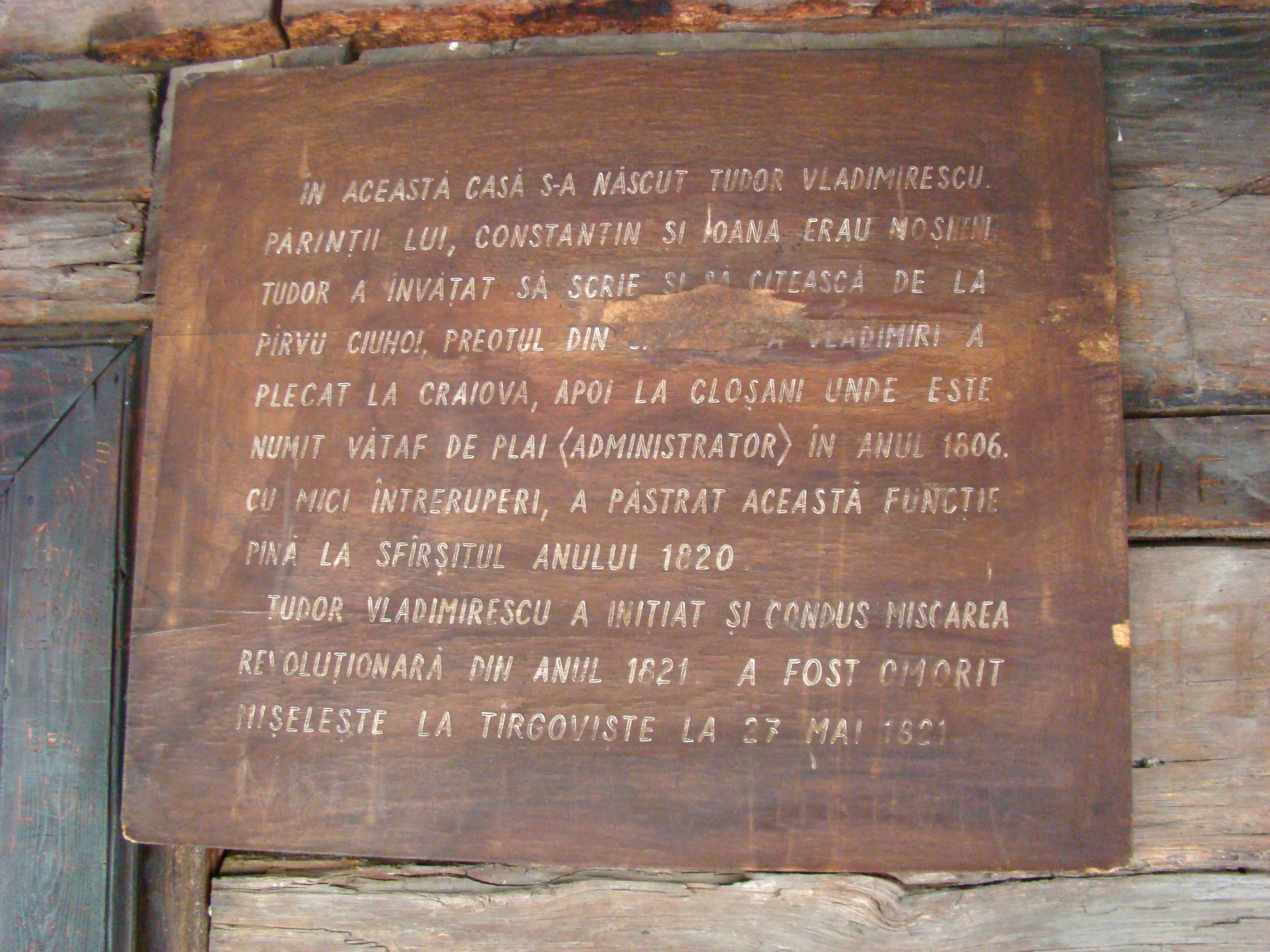
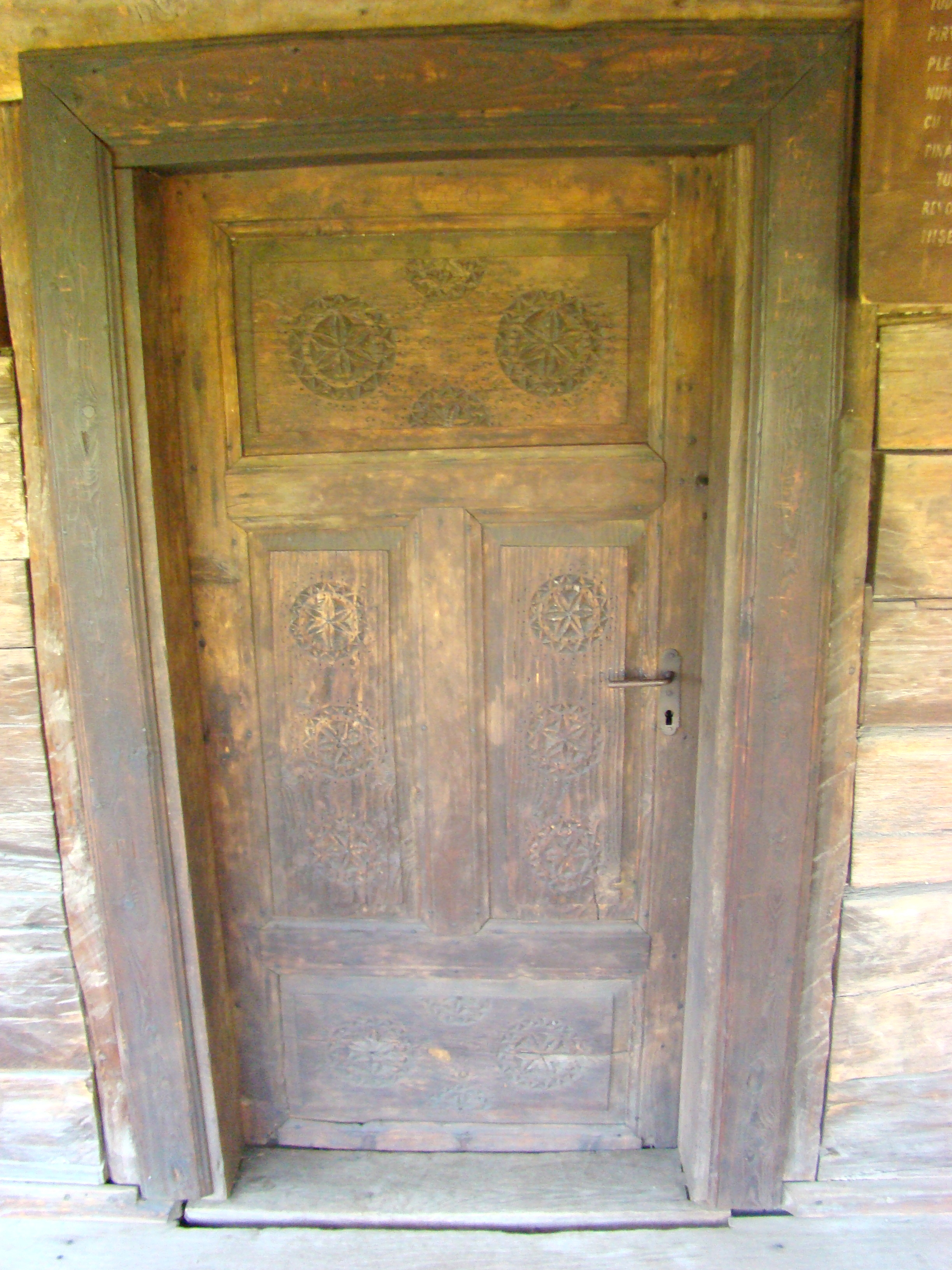
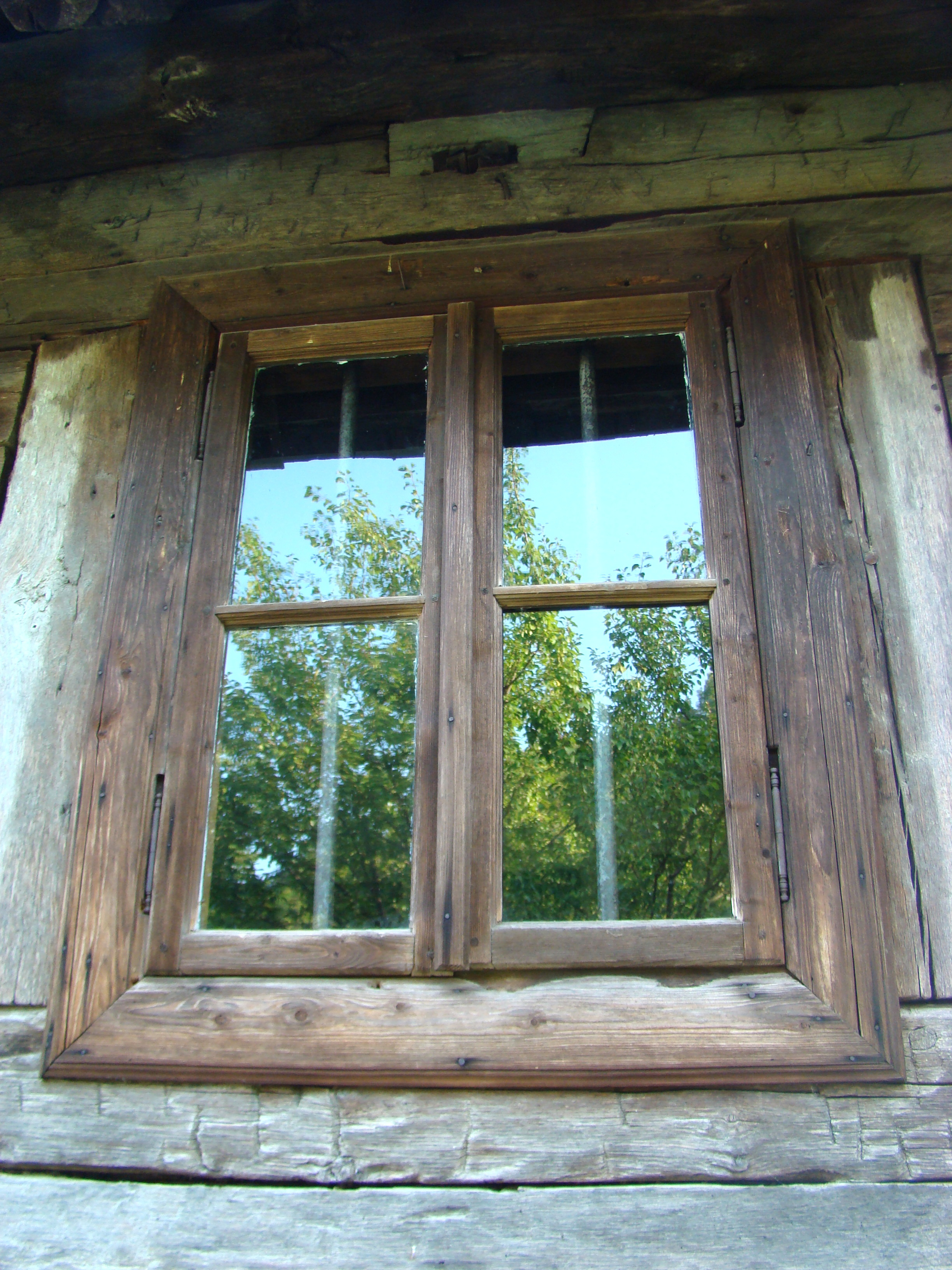
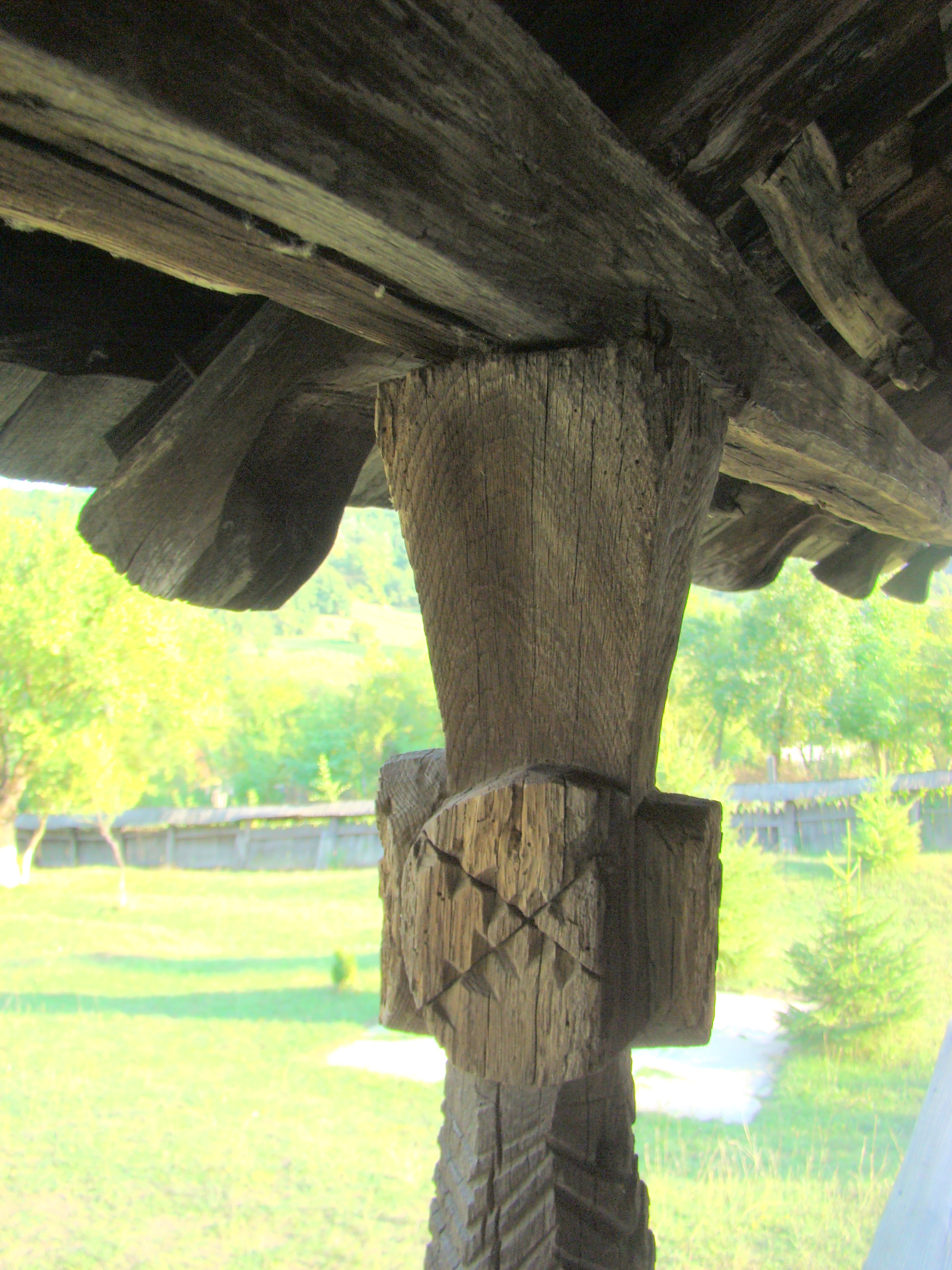
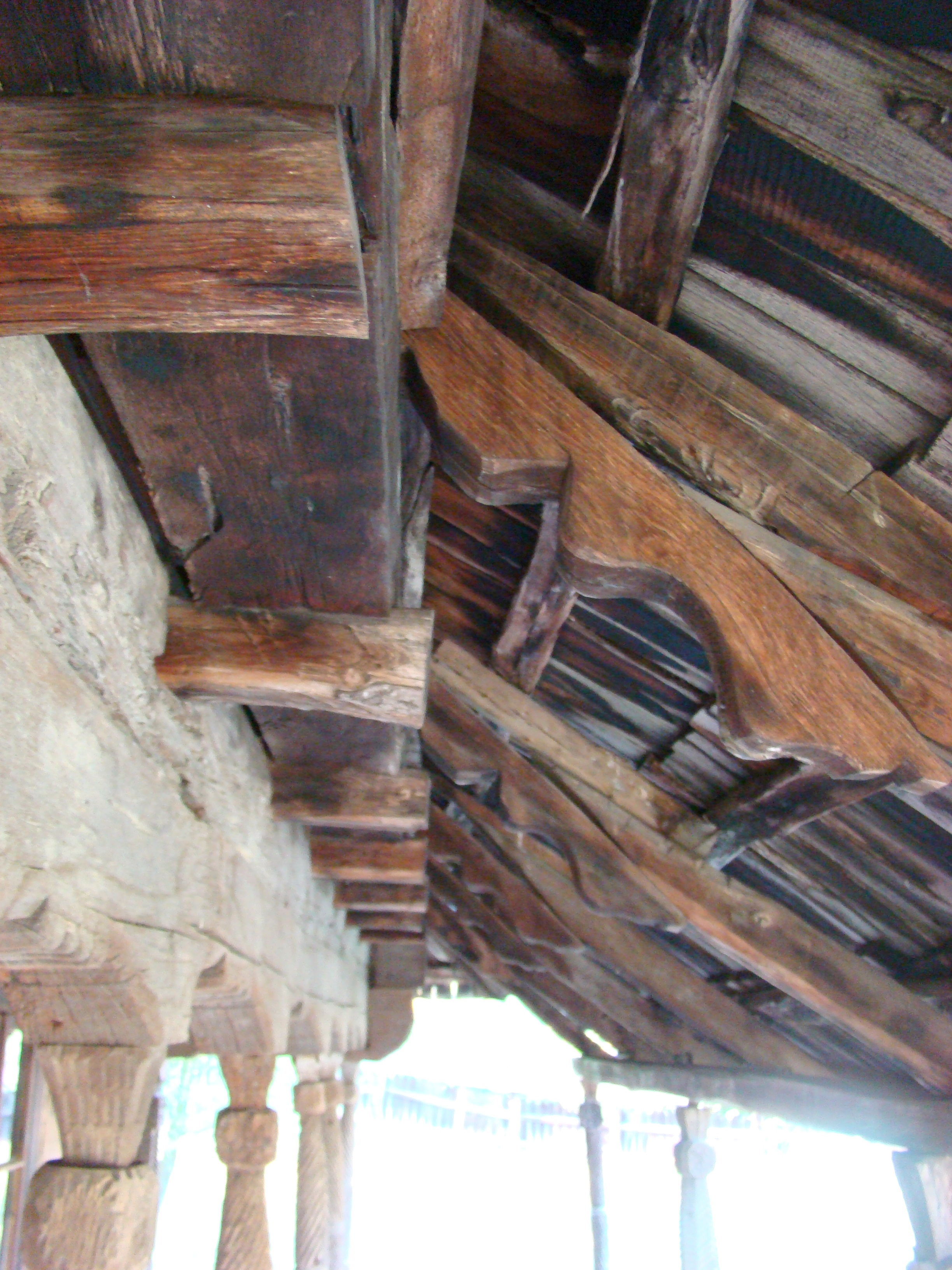
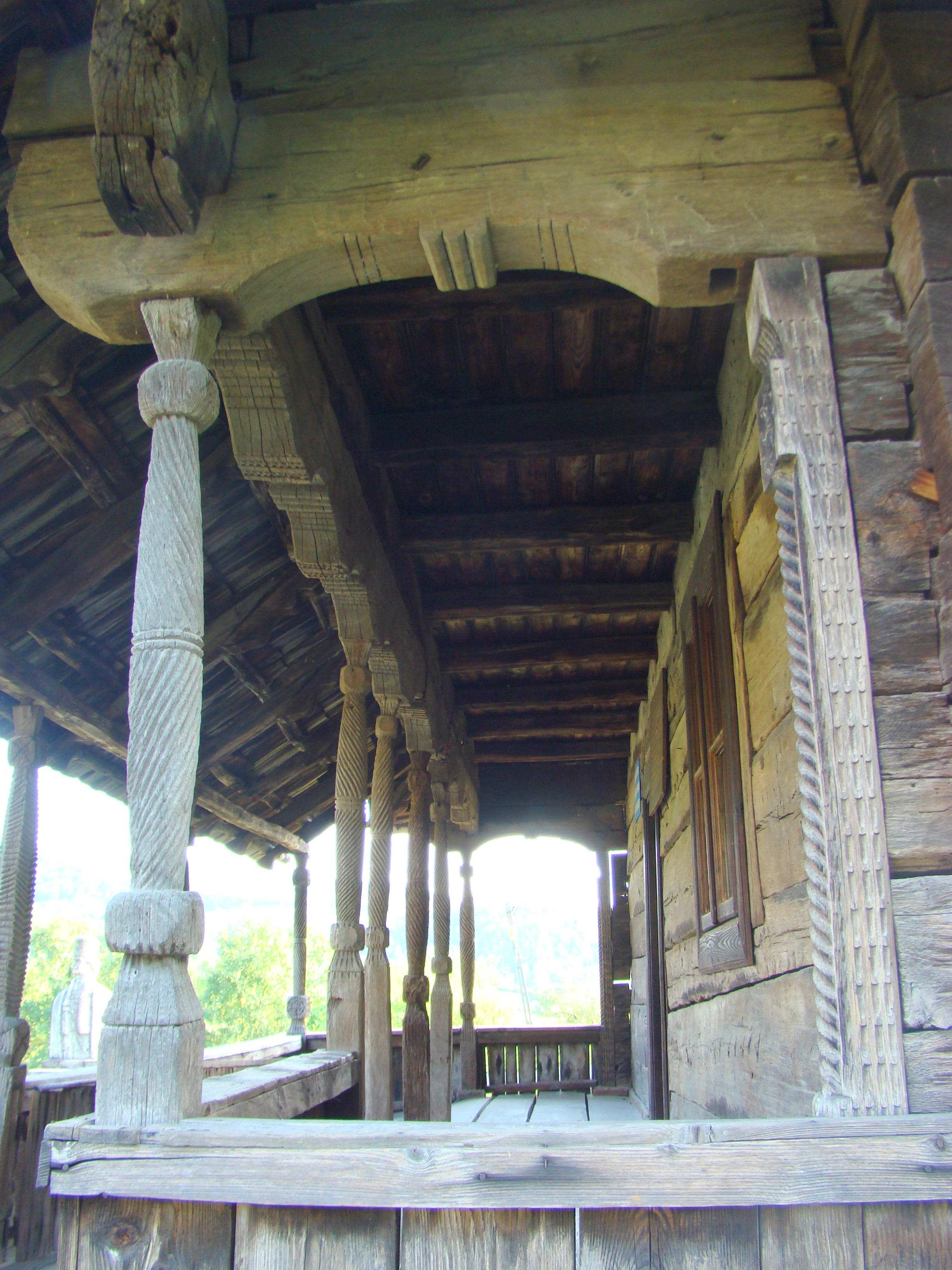
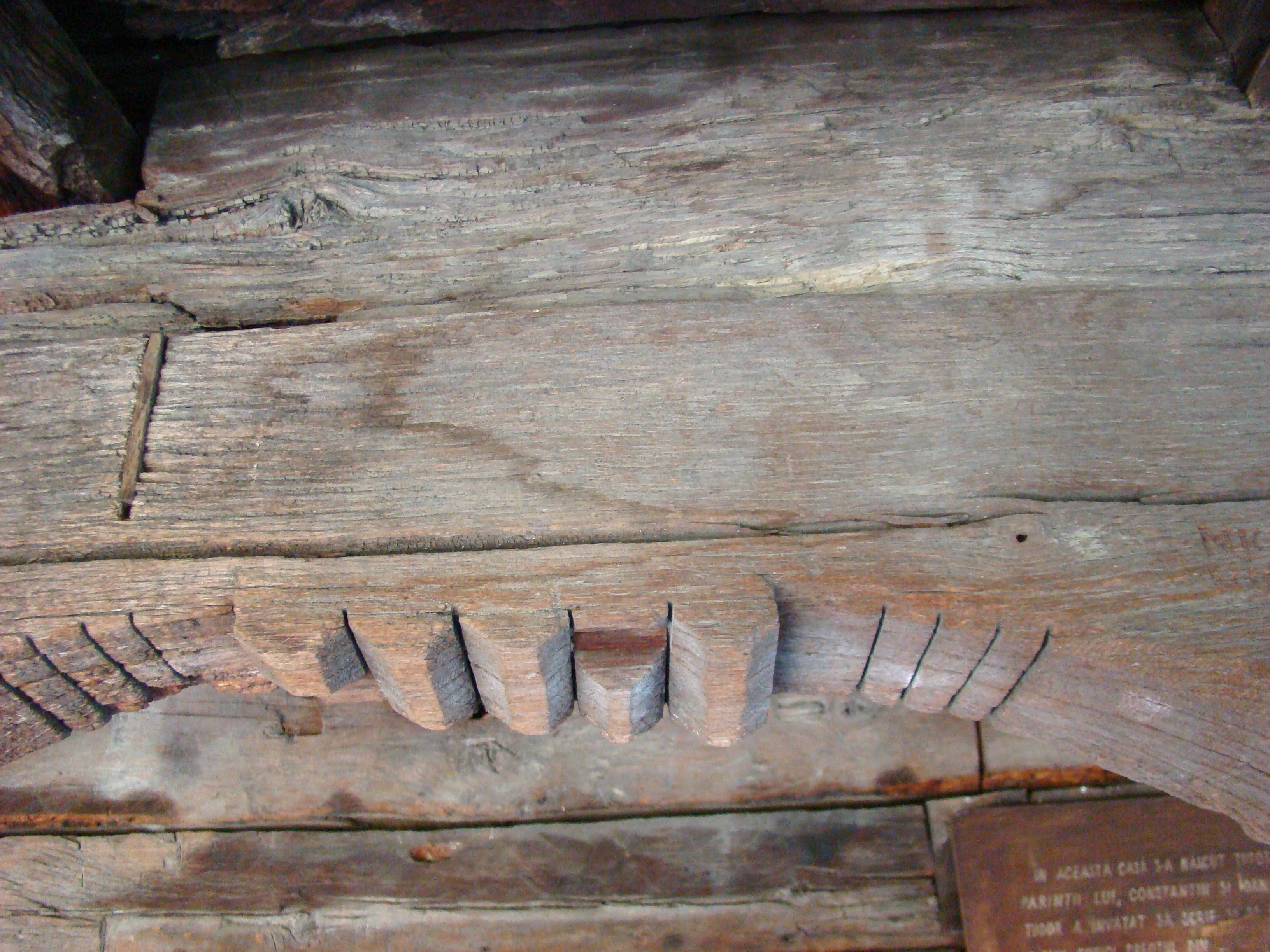
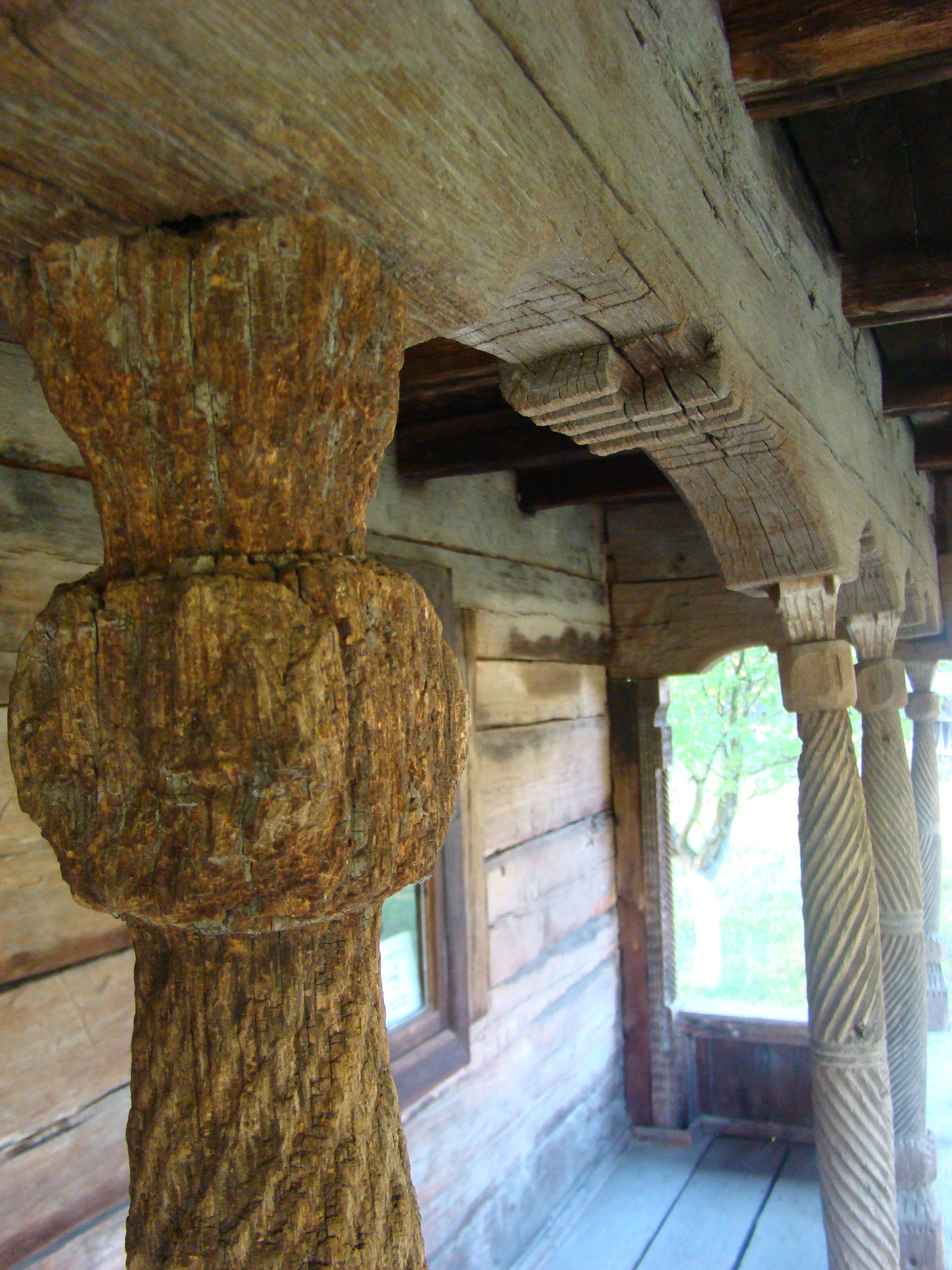
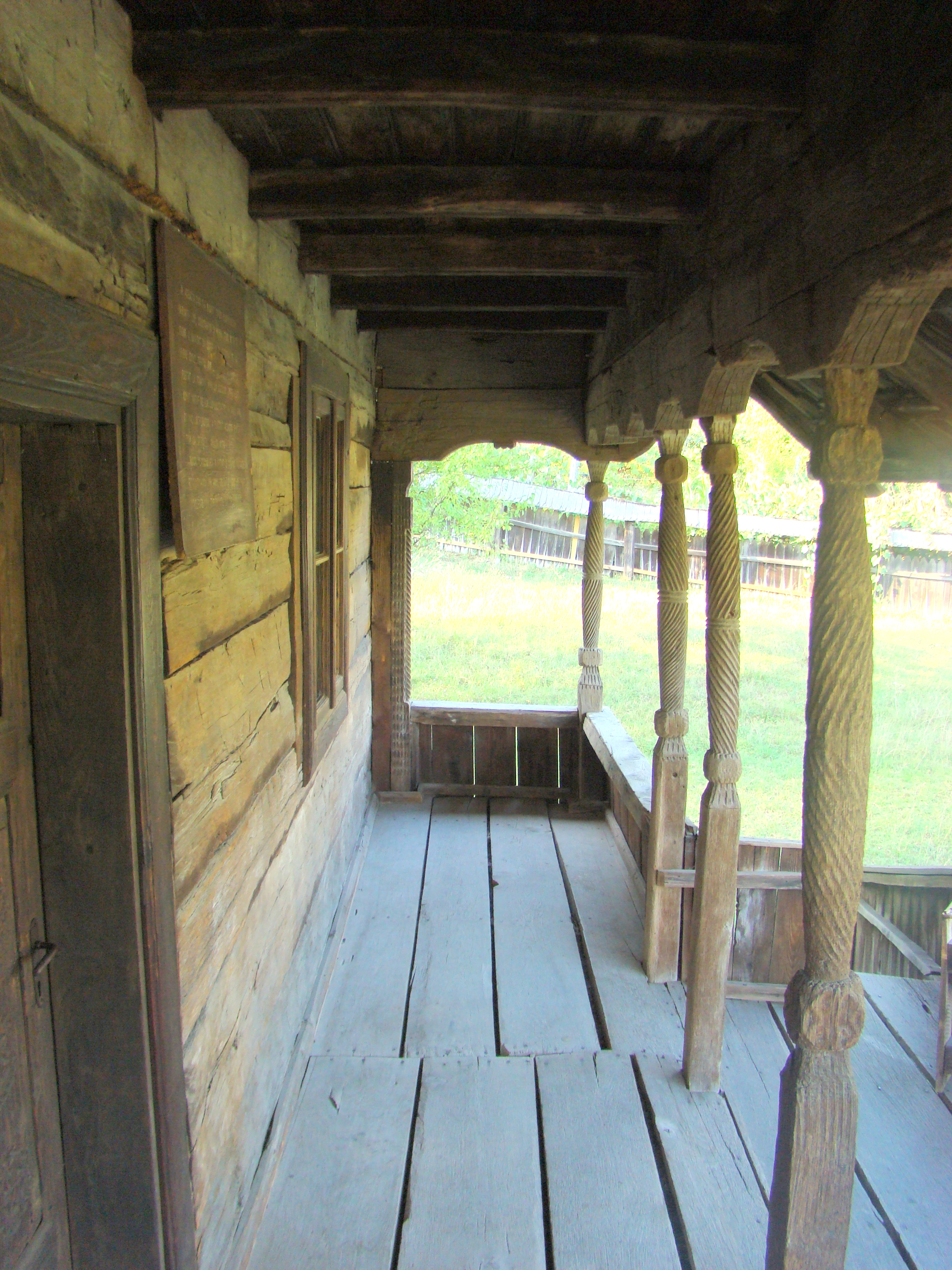
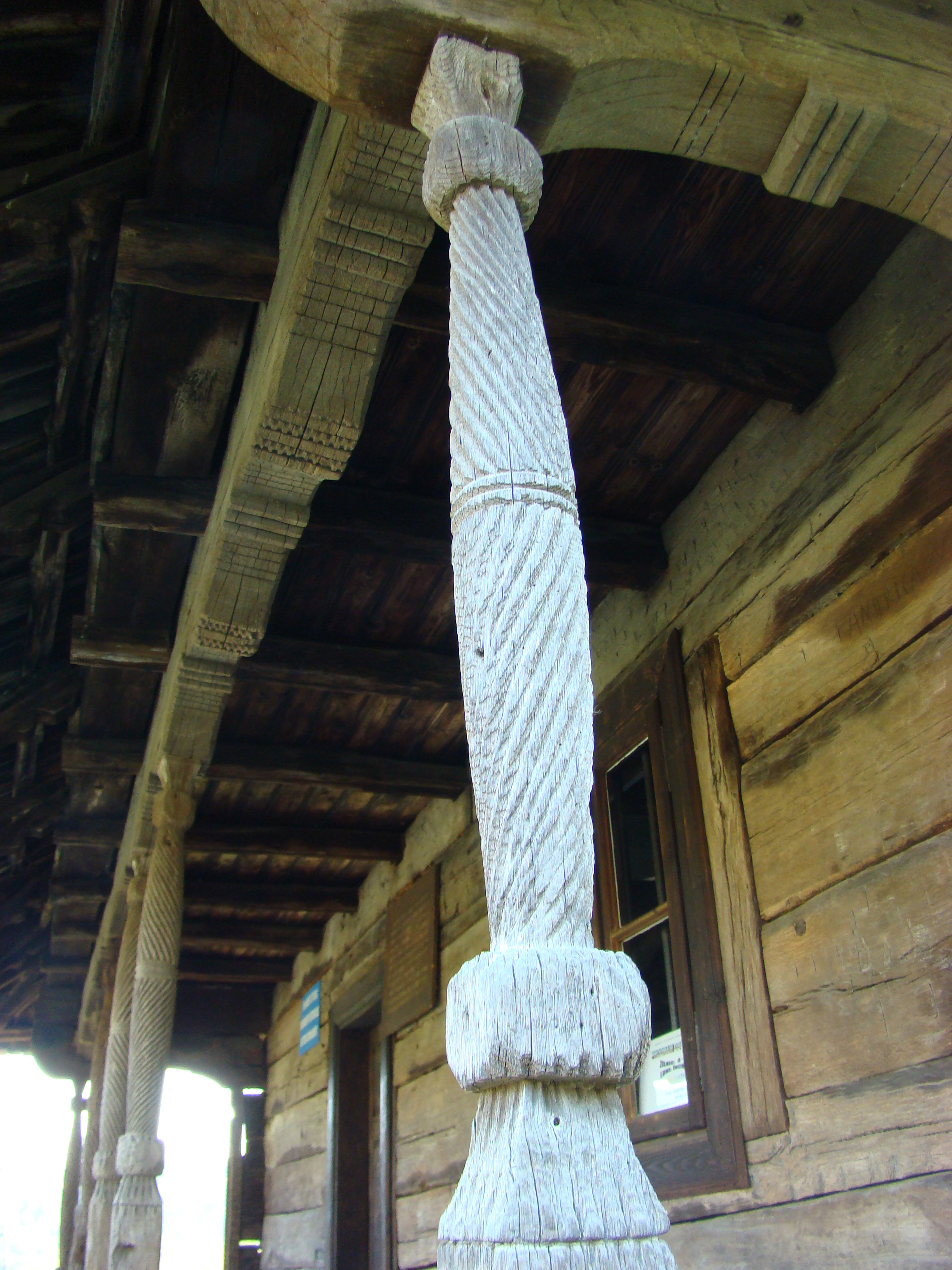
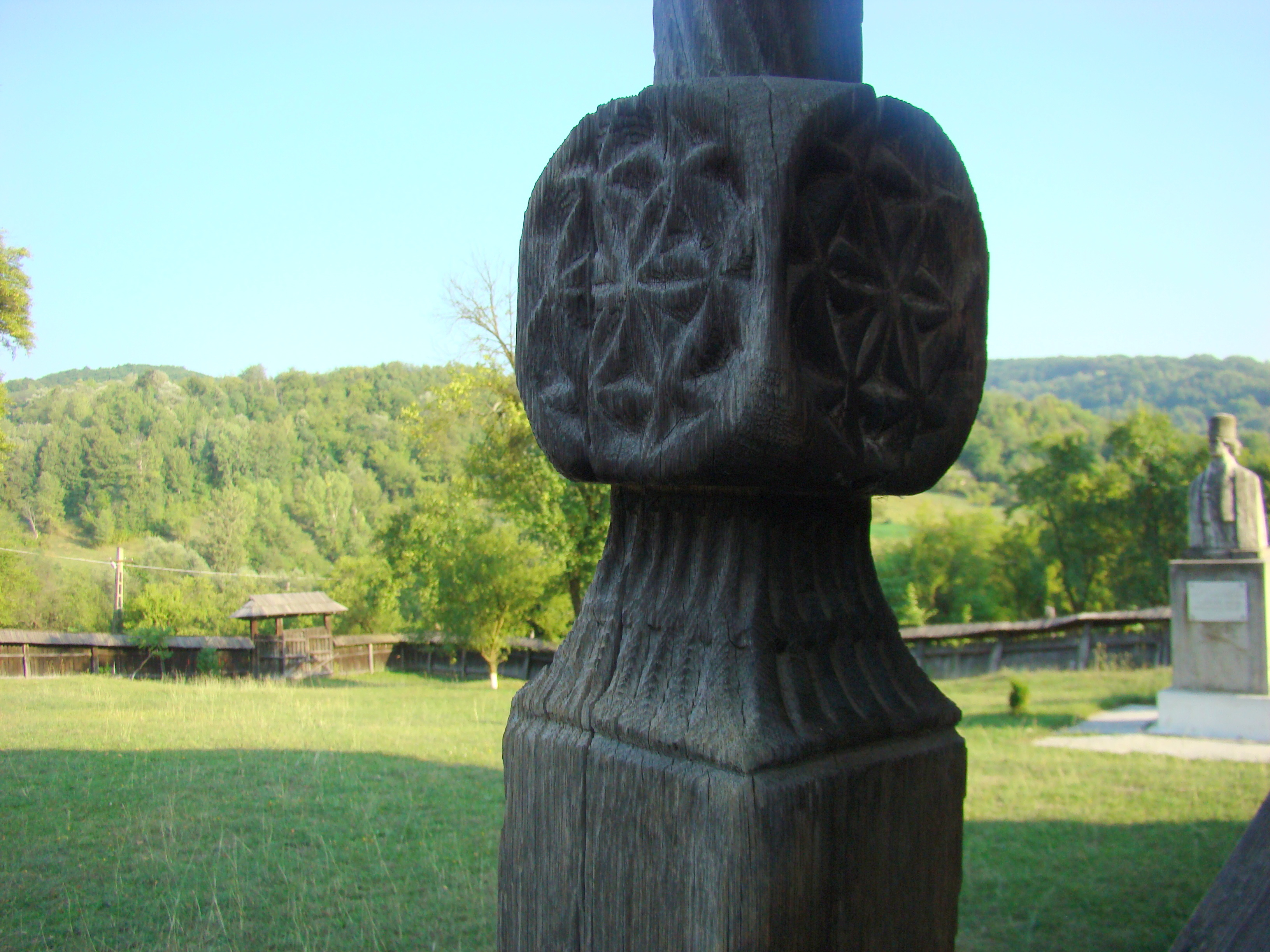
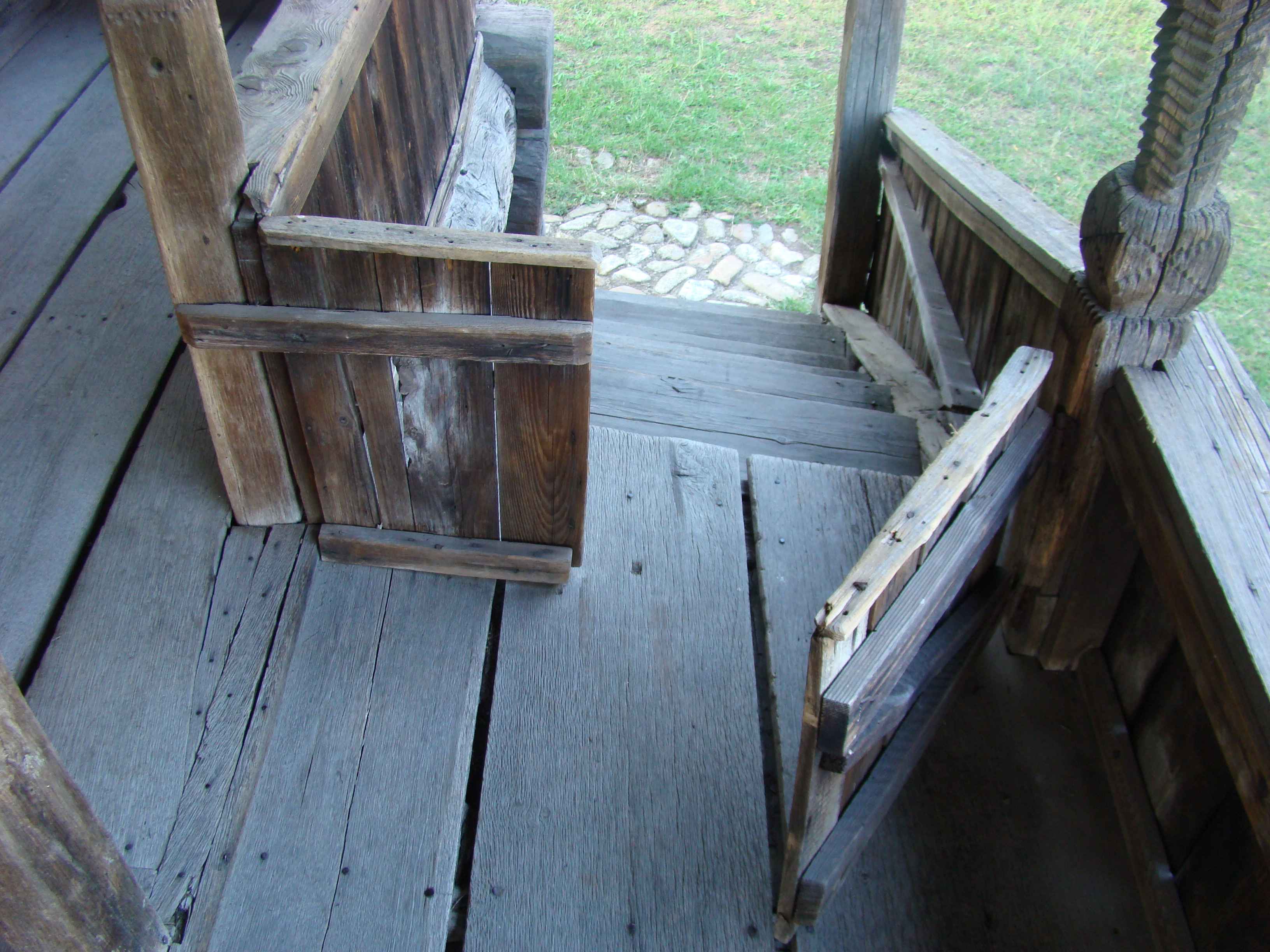
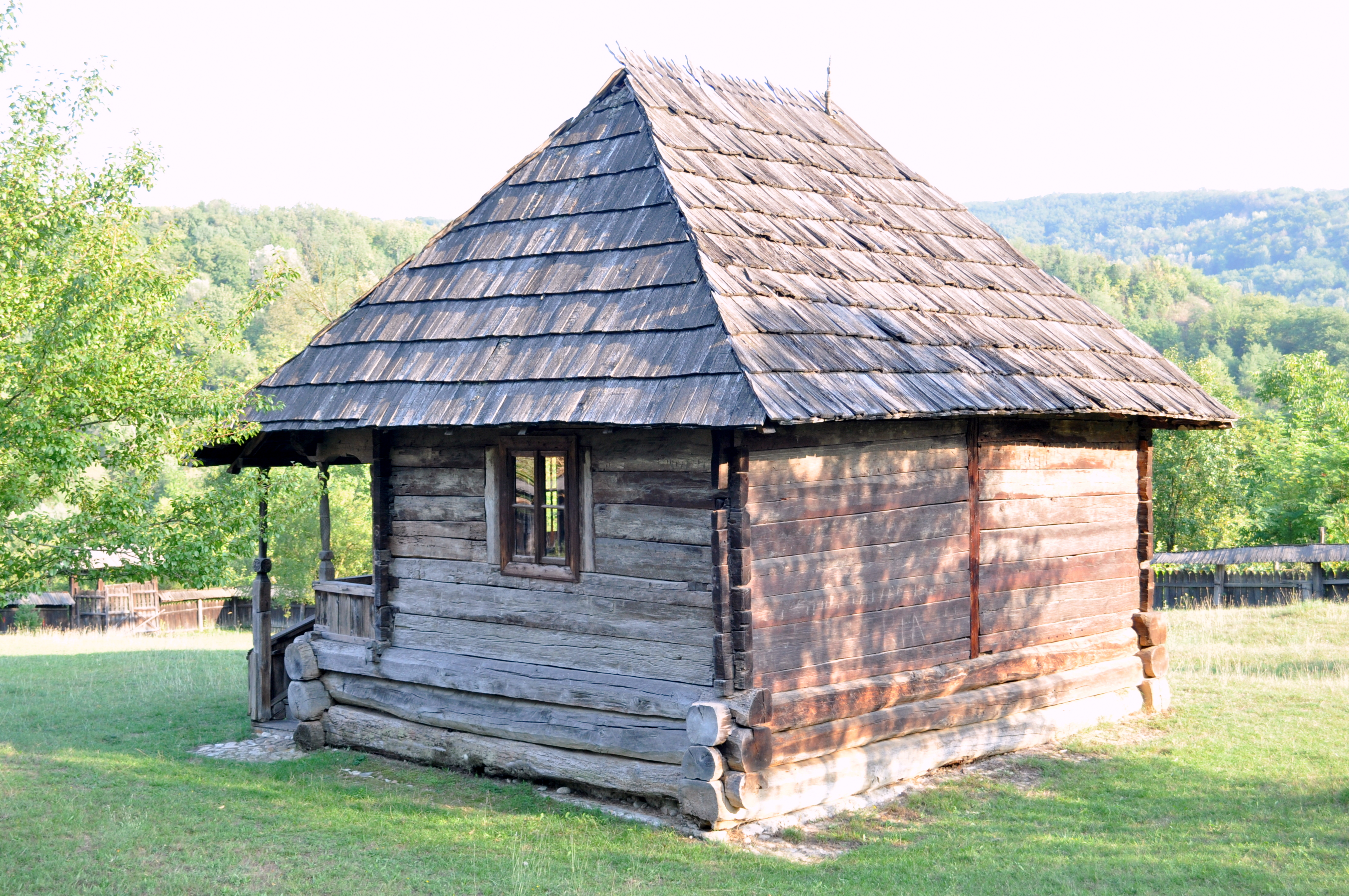
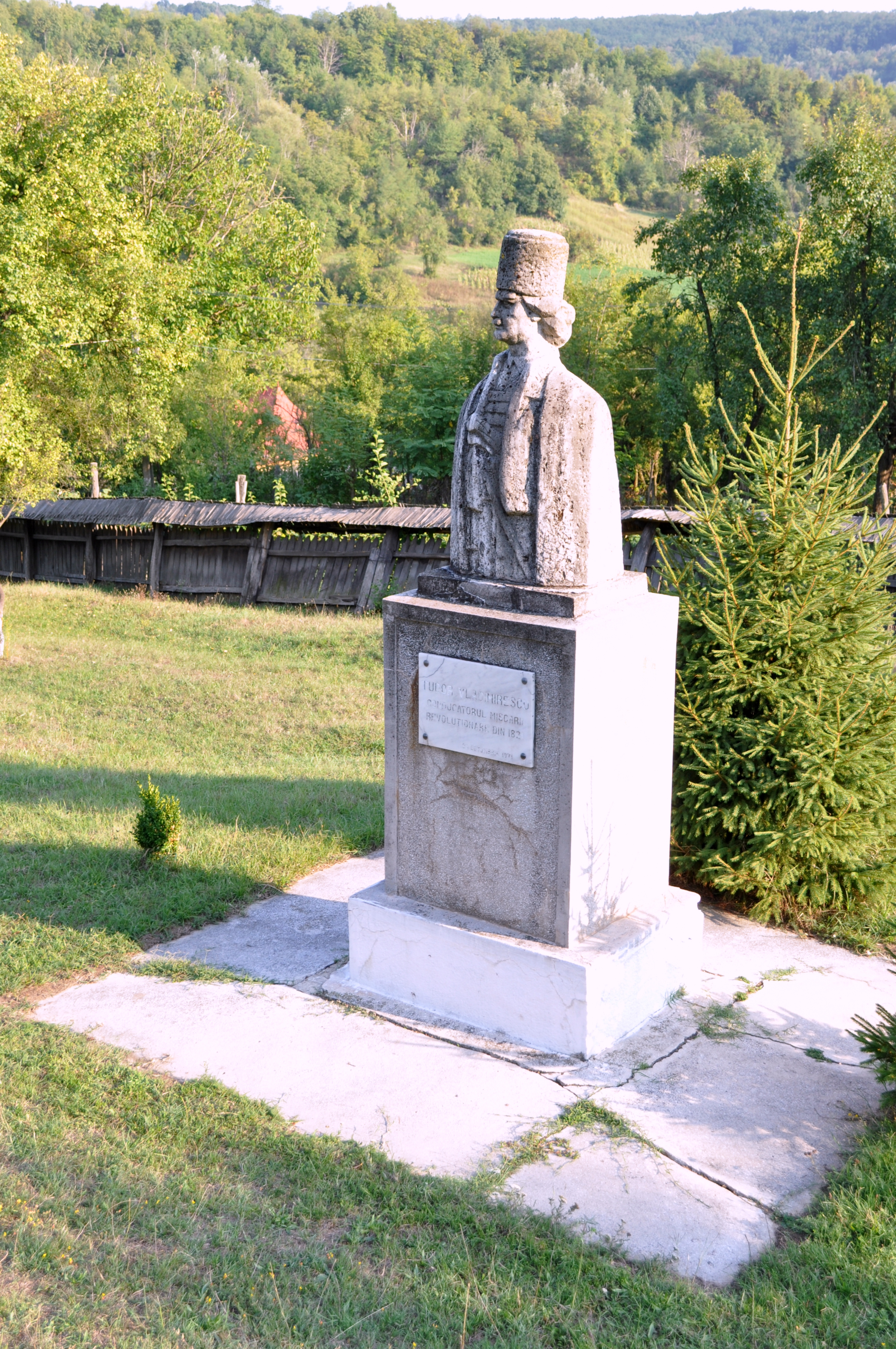
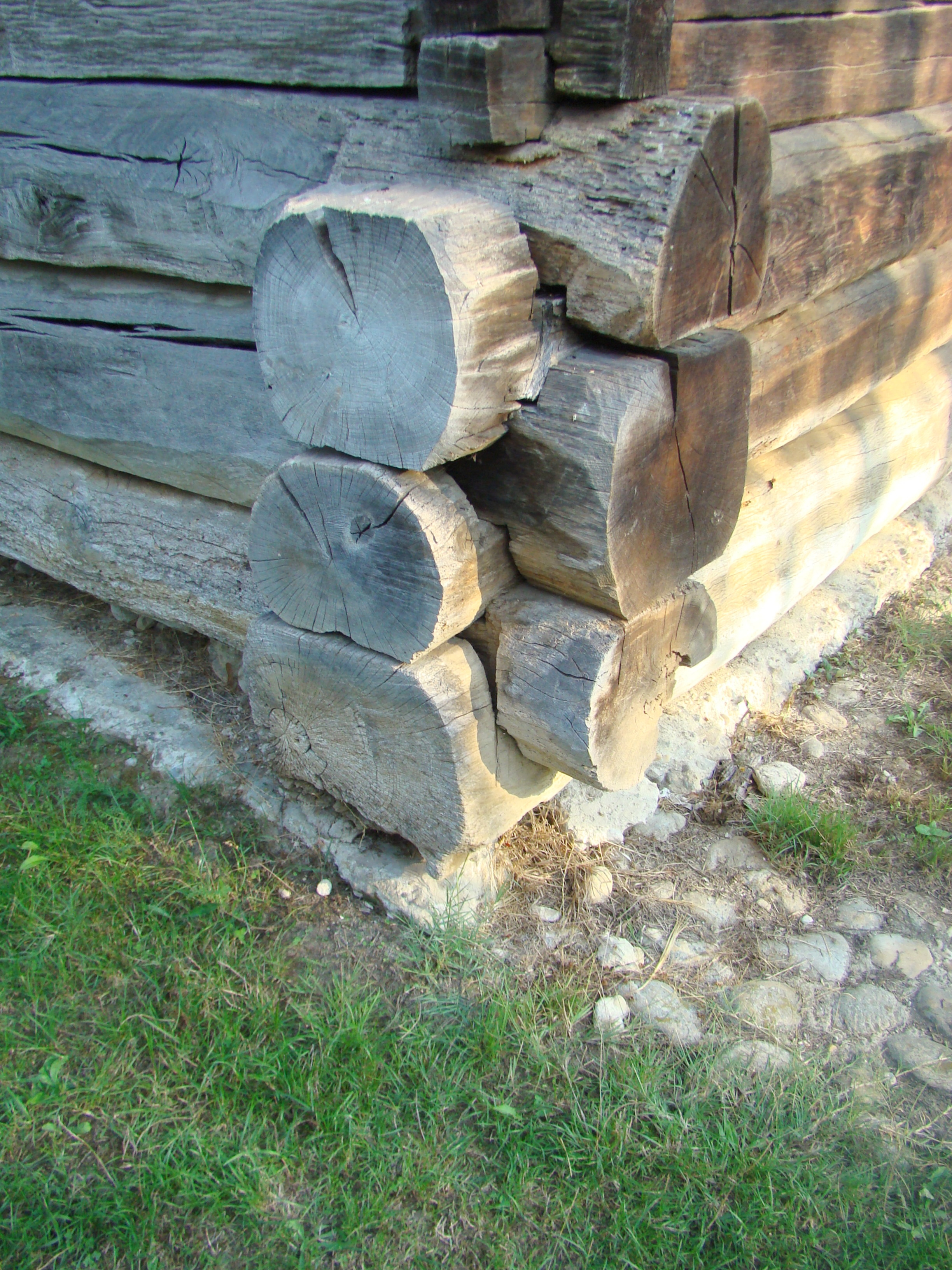
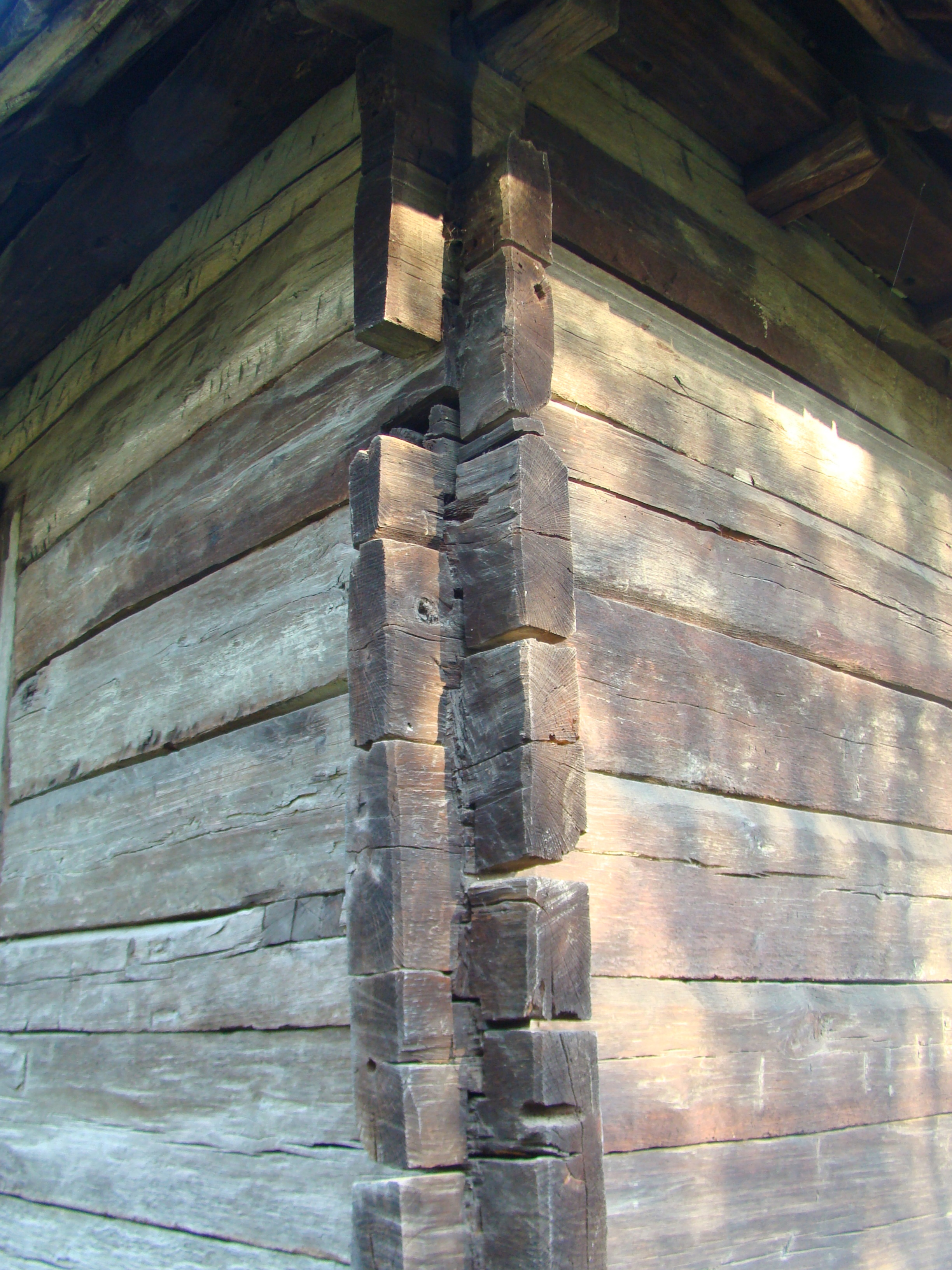
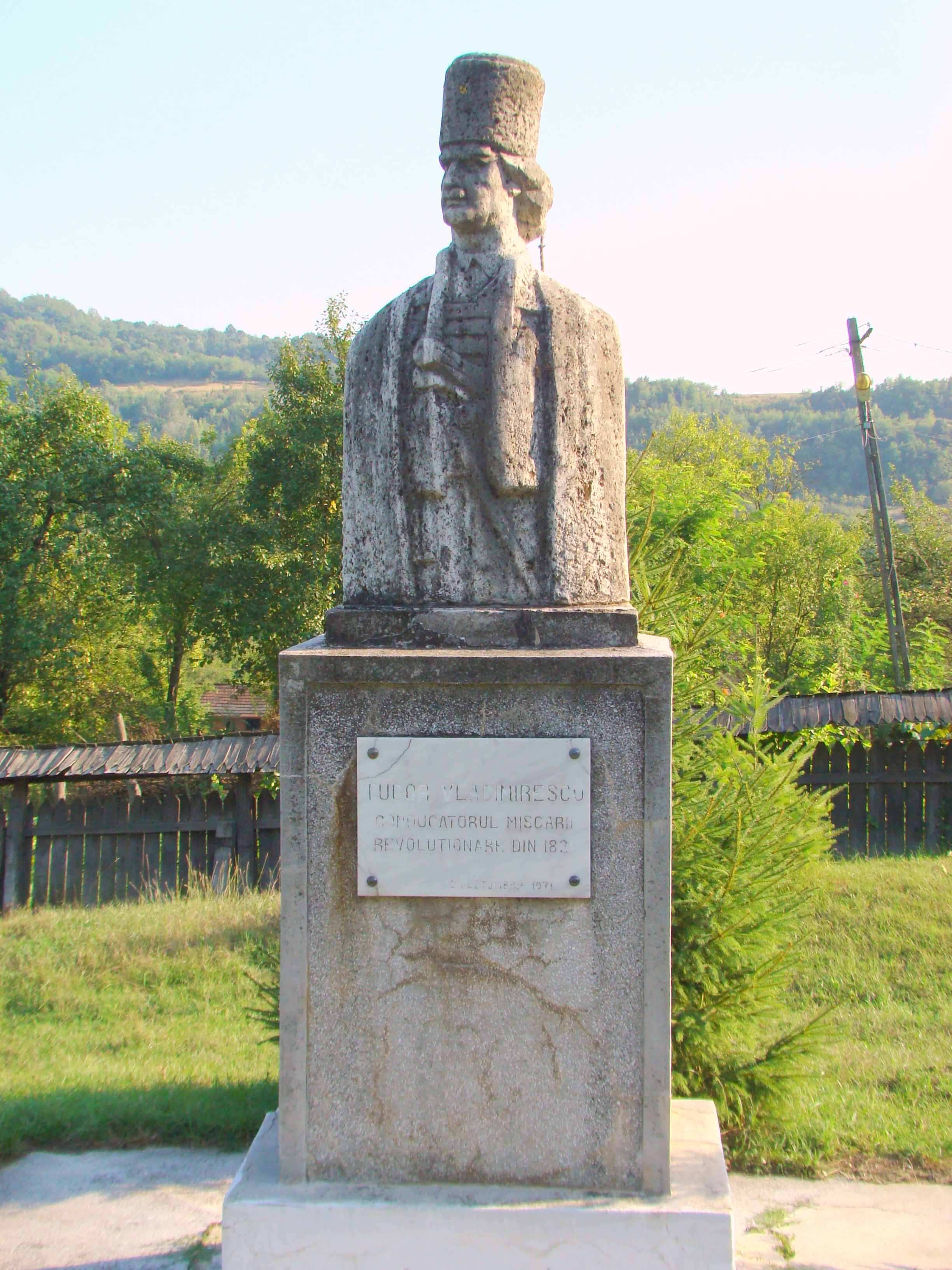
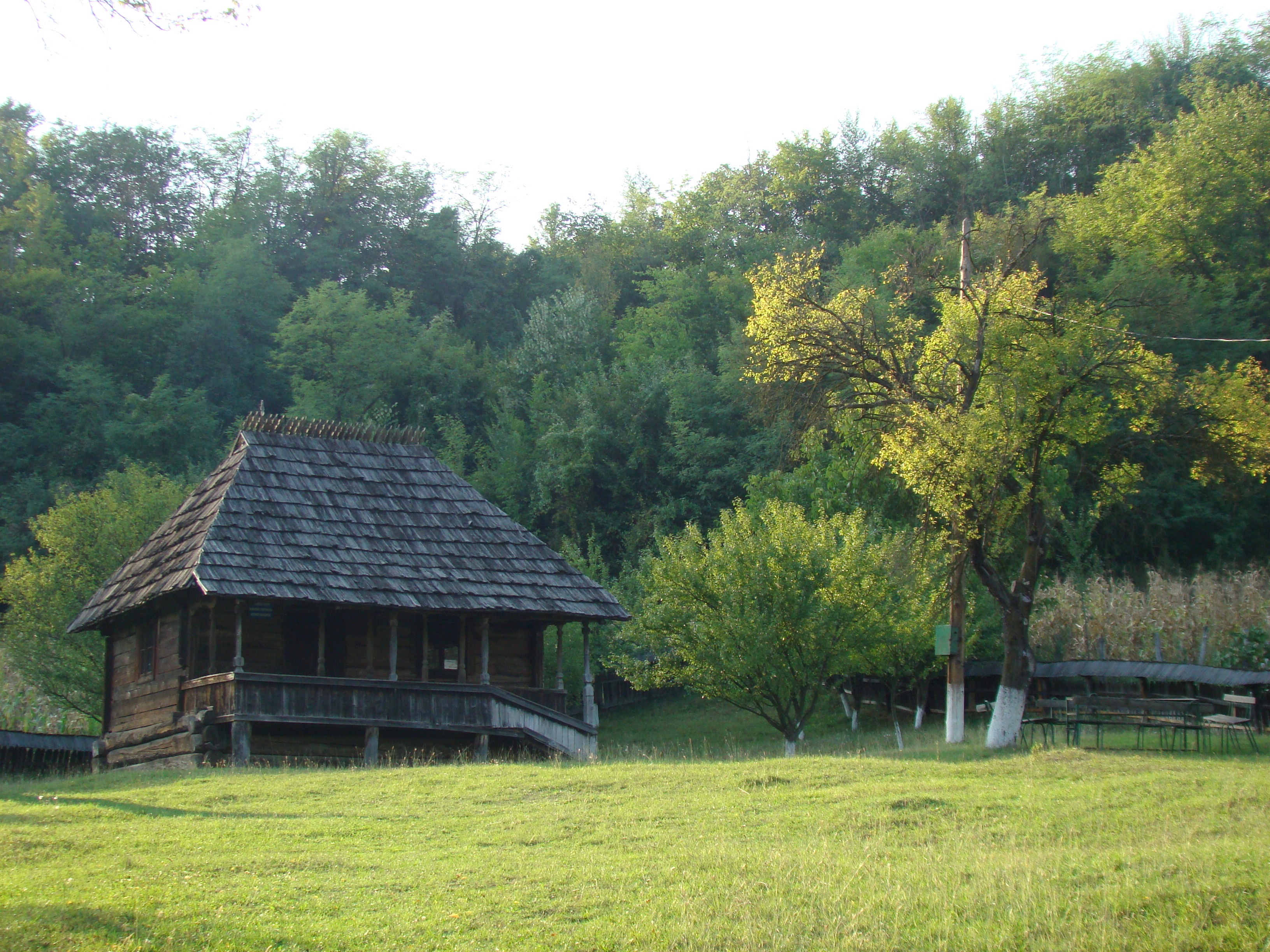
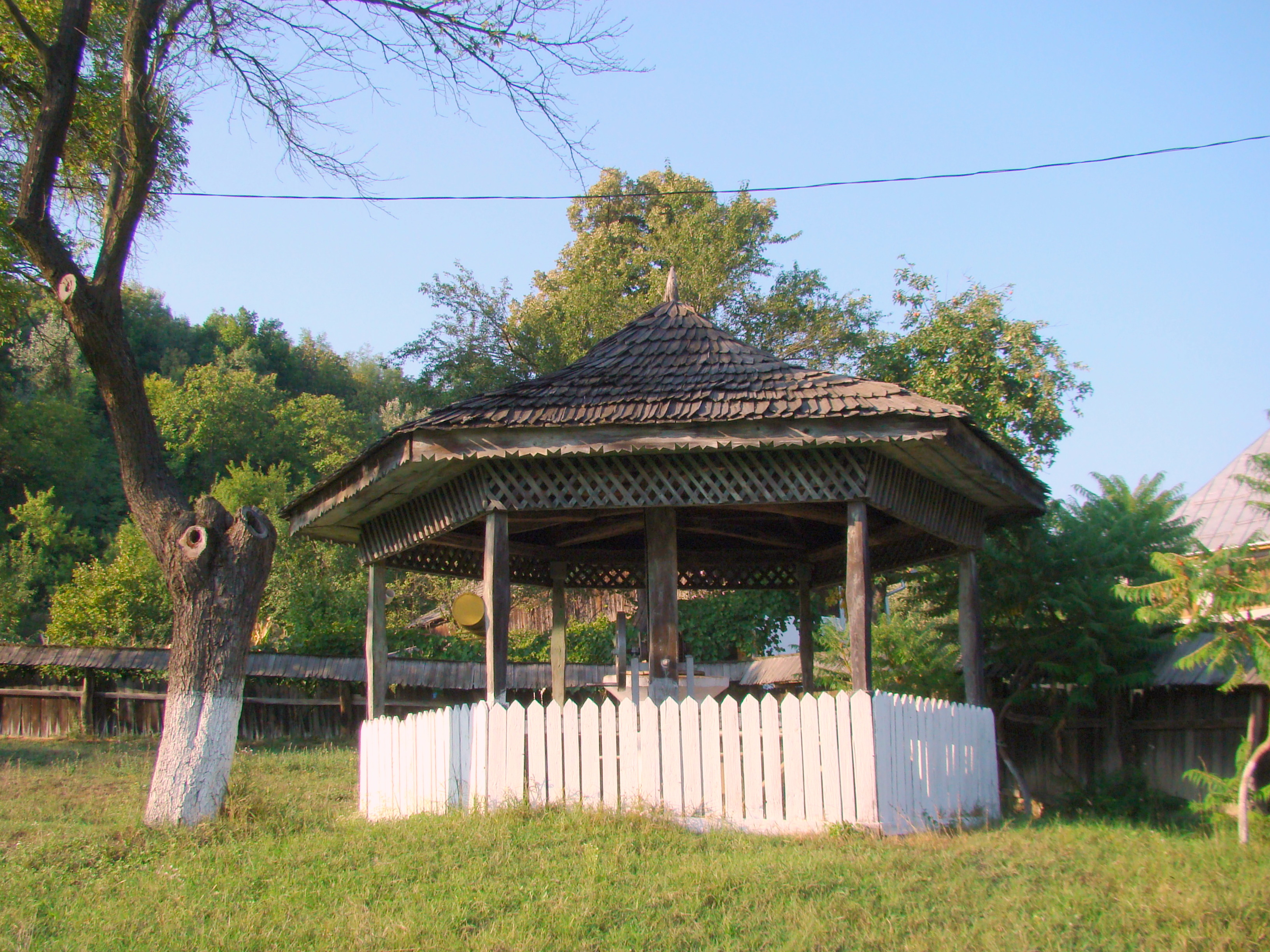
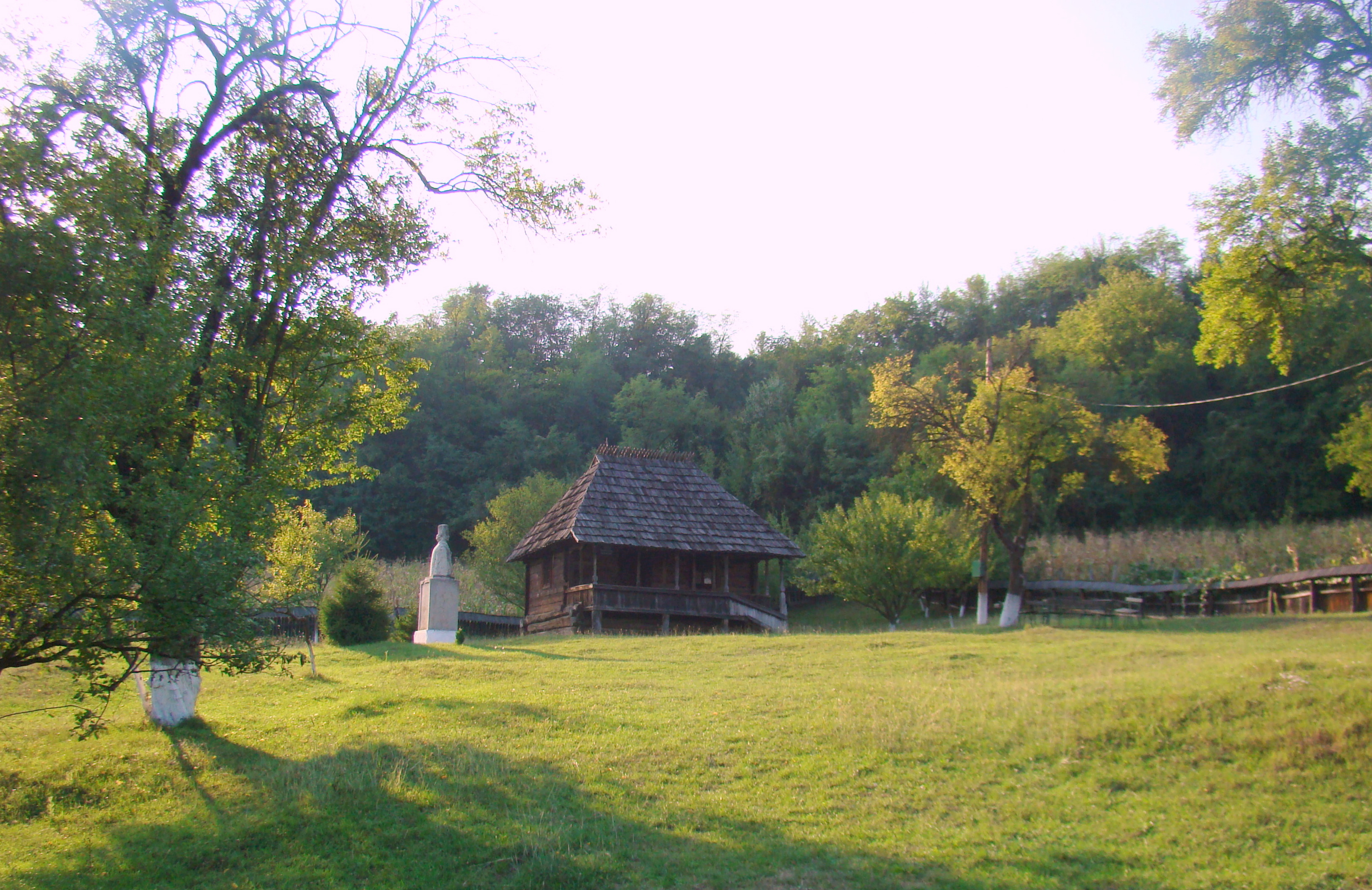